# Cabeza de campesino catalán
Cabeza de campesino catalán es una emblemática secuencia de pinturas al óleo y lápiz realizadas por Joan Miró entre 1924 y 1925. 

## Historia

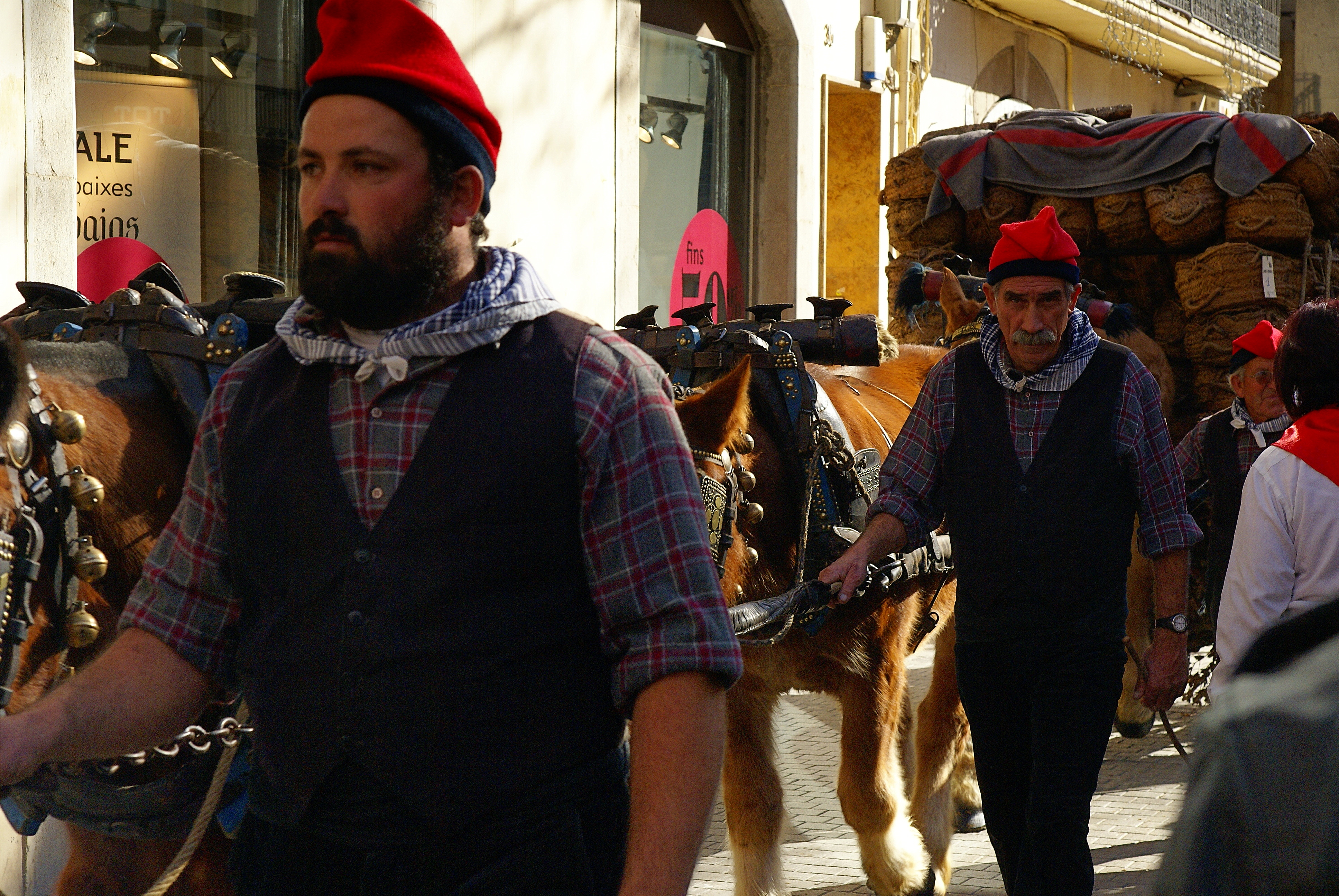
Arrieros catalanes con barretina durante una Fiesta de los Tres Tombs.

Miró empezó esta serie el mismo año que se publicaba el Manifiesto del Surrealismo de André Breton. La serie se realizó parcialmente en París. Para Joan Miró el campo simbolizaba el saber natural histórico, y además reflejaba su identidad catalana. 
En la Fundación Joan Miró de Barcelona se conservan varios dibujos preparatorios de esta obra. La obra demuestra los lazos que Miró mantiene con su tierra a lo largo de toda su carrera artística. Joan Miró inició esta serie o secuencia en respuesta a la prohibición del idioma catalán por parte de Miguel Primo de Rivera. También le influenció el entorno rural de Tarragona. En esta serie desarrolla aún más el lenguaje iniciado en obras como Paisaje catalán (El cazador). La secuencia seguida por Miró ha sido interpretada en varias ocasiones como una progresiva simplificación de la misma escena.
Christopher Green, a su vez, comenta que no se trata exactamente de una evolución lineal hacia la simplificación, sino más bien un dilema, una discusión interna entre el deseo del artista de vaciar y al mismo tiempo llenar el espacio pictórico.

## Descripción
La serie comparte la representación sintética de la figura de un campo, mediante una repetición de símbolos como la cabeza triangular, la barba y una barretina roja, todos ellos combinados en una figura de palo. En este grupo de pinturas al óleo, Miró esquematiza la figura de un campesino varias veces, trabajando con fondos neutros de color azul o amarillo. Según declaró Margit Rowell, Miró explicó sus intenciones con estas obras: 

Me escapé en lo absoluto. Yo quería que mis puntos parecieran abiertos a la atracción magnética del vacío (...). Yo estaba muy interesado en el vacío, en el vacío perfecto (...), y mis gestos lineales en la parte superior de las obras son los signos de progresión de mis sueños.
 Joan Miró

## Serie

### Cabeza de campesino catalán (1924)
Esta primera versión de fin de payés catalán se pintó en 1924 y actualmente forma parte de la colección permanente de la National Gallery of Art de Washington D. C., en Estados Unidos. Entró a formar parte de la colección del museo como regalo del Collectors Committee de la institución. La obra está firmada en la parte inferior derecha: Miró / 1924. En el reverso de la obra se puede leer Joan Miró,Tete de campesinos Catalán, 1924.

### Campesino catalán con guitarra
Esta obra demuestra el proceso de síntesis que Miró inicia en sus composiciones posteriormente a su viaje a Francia a principios de los años 20 y después de haber entrado en contacto con los surrealistas y los dadaístas. Miró comienza a crear su propio lenguaje de signos. En esta versión de la serie, se puede ver en el campo de cuerpo entero con su barretina, sobre un fondo de color azul intenso. Se conserva en el Museo Thyssen de Madrid.

### Cabeza de campesino catalán (10 de marzo de 1925)
La versión conservada en Edimburgo es la tercera de los cuatro campesinos que Miró realizó. Se puede entender esta pintura como un autorretrato del propio Miró, donde afirma su identidad catalana. La obra, realizada en 1925, se hizo en un momento en el que Miró se va alejando del cubismo progresivamente. Anteriormente la obra había formado parte de la colección privada de Roland Penrose. Actualmente la obra se conserva en la Scottish National Gallery of Modern Art. Fue adquirida conjuntamente con la ayuda del Fondo de Arte, los Amigos de la Tate Gallery y el Knapping Fund de 1999.
Esta versión se conserva en el Moderna Museet de Estocolmo. Ingresó en el museo con el número de registro MOM 445, dentro del legado de Gerard Bonnier en 1989. Anteriormente había sido propiedad de Jaques Viota, Galerie Pierre (Loeb), Privado Samling, Marcel Mabille y de la Svensk-Franska Konstgalleriet.

### Cabeza de campesino catalán (1925)
Esta versión es una de las más sintéticas de la serie, donde predomina un color azul un poco más intenso que en el resto de las obras. También se puede ver una cruz de color negro, coronada por una pequeña barretina. El espacio está decorado con un par de estrellas, uno de color blanco y uno de color negro.